# Episodi di Agenzia Rockford (quinta stagione)
La quinta stagione della serie televisiva Agenzia Rockford è stata trasmessa in anteprima negli Stati Uniti d'America dalla NBC dal 22 settembre 1978 al 13 aprile 1979. In Italia è stata trasmessa su Italia 1 nel 1986.
| nº | Titolo originale                                               | Titolo italiano                                      | Prima TV USA      | Prima TV Italia |
| -- | -------------------------------------------------------------- | ---------------------------------------------------- | ----------------- | --------------- |
| 1  | Heartaches of a Fool                                           | Mal di cuore                                         | 22 settembre 1978 | 1986            |
| 2  | Rosendahl and Gilda Stern Are Dead                             | Rosendahl e Gilda Stern sono morti                   | 29 settembre 1978 | 1986            |
| 3  | The Jersey Bounce                                              | Un delitto assurdo                                   | 6 ottobre 1978    | 1986            |
| 4  | White on White and Nearly Perfect                              | Il collega                                           | 20 ottobre 1978   | 1986            |
| 5  | Kill the Messenger                                             | Indagini delicate                                    | 27 ottobre 1978   | 1986            |
| 6  | A Good Clean Bust with Sequel Rights                           | Frena e sgancia                                      | 3 novembre 1978   | 1986            |
| 7  | Three Day Affair with a Thirty Day Escrow                      | Vendesi con divorzio                                 | 10 novembre 1978  | 1986            |
| 8  | The Empty Frame                                                | La cornice vuota                                     | 17 novembre 1978  | 1986            |
| 9  | Black Mirror (Part 1 & 2)                                      | Come uno specchio nero (prima e seconda parte)       | 24 novembre 1978  | 1986            |
| 10 | Black Mirror (Part 1 & 2)                                      | Come uno specchio nero (prima e seconda parte)       | 24 novembre 1978  | 1986            |
| 11 | A Fast Count                                                   | L'incastro                                           | 1º dicembre 1978  | 1986            |
| 12 | Local Man Eaten by Newspaper                                   | Mafia                                                | 8 dicembre 1978   | 1986            |
| 13 | With the French Heel Back, Can the Nehru Jacket Be Far Behind? | Alta moda                                            | 5 gennaio 1979    | 1986            |
| 14 | The Battle-Ax and the Exploding Cigar                          | Armi                                                 | 12 gennaio 1979   | 1986            |
| 15 | Guilt                                                          | Il colpevole                                         | 19 gennaio 1979   | 1986            |
| 16 | The Deuce                                                      | Il giurato                                           | 25 gennaio 1979   | 1986            |
| 17 | The Man Who Saw the Alligators                                 | Un uomo nel mirino degli alligatori                  | 10 febbraio 1979  | 1986            |
| 18 | The Return of the Black Shadow                                 | Il ritorno dell'Ombra Nera                           | 17 febbraio 1979  | 1986            |
| 19 | A Material Difference                                          | Il sicario                                           | 24 febbraio 1979  | 1986            |
| 20 | Never Send a Boy King to Do a Man's Job: (Part 1 & 2)          | La maledizione di Tutankamen (prima e seconda parte) | 3 marzo 1979      | 1986            |
| 21 | Never Send a Boy King to Do a Man's Job: (Part 1 & 2)          | La maledizione di Tutankamen (prima e seconda parte) | 3 marzo 1979      | 1986            |
| 22 | A Different Drummer                                            | L'altra campana                                      | 13 aprile 1979    | 1986            |

## Mal di cuore
- Titolo originale: Heartaches of a Fool
- Diretto da: William Wiard
- Scritto da: Stephen J. Cannell

### Trama
Rocky è costretto a lasciare la strada mentre stava consegnando un carico ad un amico, rischiando di perdere la sua tessera sindacale e la patente di guida. Jim approfondisce la questione, connettendosi con un cantante country che recita negli spot televisivi per le salsicce, ma s'imbattono in una fabbrica tarocca fondata dalla Triade.

## Rosendahl e Gilda Stern sono morti
- Titolo originale: Rosendahl and Gilda Stern Are Dead
- Diretto da: William Wiard
- Scritto da: Juanita Bartlett

### Trama
Una escort professionista è accusata di un omicidio di un noto chirurgo, e Jim interviene per indagare su un venditore di dispositivi medici, il collega della vittima e sua moglie.

## Un delitto assurdo
- Titolo originale: The Jersey Bounce
- Diretto da: William Wiard
- Scritto da: Stephen J. Cannell, David Chase e Juanita Bartlett

### Trama
Jim è il principale sospettato dell'omicidio di un amico dei nuovi vicini di Rocky, alcuni ragazzi del New Jersey che vogliono diventare criminali. Visto che Beth Davenport si è trasferita altrove, Jim ha come avvocato difensore Wade Ward e riceve aiuto anche da John Cooper, un avvocato radiato dall'albo che adesso è ricercatore legale.

## Il collega
- Titolo originale: White on White and Nearly Perfect
- Scritto e diretto da: Stephen J. Cannell

### Trama
Jim viene chiamato per indagare sul rapimento della figlia del capo di un produttore di sistemi d'arma, ma con il suo disappunto viene chiamato anche un investigatore per il quale ha un rapporto teso con Jim.

## Indagini delicate
- Titolo originale: Kill the Messenger
- Diretto da: Ivan Dixon
- Scritto da: Juanita Bartlett

### Trama
Becker, in procinto di sostenere l'esame di tenente, viene assegnato un caso che potrebbe rovinare la sua carriera, quindi dovrà indagare sull'omicidio della moglie del vice capo della polizia. Mentre la moglie di Becker, Peggy, chiede aiuto a Jim, ma tutto ciò che scopre porta al vice capo.

## Frena e sgancia
- Titolo originale: A Good Clean Bust with Sequel Rights
- Diretto da: William Wiard
- Scritto da: Rudolph Borchent

### Trama
Un accordo di Jim gli impone di vegliare su un attore/scrittore in passato un poliziotto che sta lanciando una linea di nuovi giocattoli.

## Vendesi con divorzio
- Titolo originale: A Three-Day Affair with a Thirty-Day Escrow
- Diretto da: Ivan Dixon
- Scritto da: David Chase

### Trama
Alcuni arabi rapiscono Jim nel cuore della notte e lo portano nella loro stanza d'albergo per scoprire dove si trova uno dei suoi recenti clienti, ma Jim riesce a scappare e lo dice alla polizia, ma il tenente Chapman ha a poco a che fare con Jim.

## La cornice vuota
- Titolo originale: The Empty Frame
- Diretto da: Corey Allen
- Scritto da: Stephen J. Cannell

### Trama
Una festa delle élite della città viene interrotta da tre uomini armati che sputano la rivoluzione che spogliano gli ospiti maschi dei pantaloni prima di scappare con alcuni dipinti scelti, però Jim è presente anche lui alla festa e indaga.

## Come uno specchio nero (prima e seconda parte)
- Titolo originale: Black Mirror: (Part 1 & 2)
- Diretto da: Arnold Lavren
- Scritto da: David Chase

### Trama
Jim si affeziona ad una psicologa cieca, soggetto a molestie e attacchi personali sempre più preoccupanti. I sospetti di Jim cade su uno sconosciuto, ma la psicologa insiste che lo sconosciuto non è quella di uno stalker.

## L'incastro
- Titolo originale: A Fast Count
- Diretto da: Reza Badiyi
- Scritto da: Gordon Dawson

### Trama
Un magnate delle auto usate è un mediatore di potere nella scena della boxe locale. Jim possiede una quota del 5% ad un giovane promettente, ma dal momento che il ragazzo è fuori dalle partite televisive, Jim crede che sia di frode sportiva.

## Mafia
- Titolo originale: Local Man Easten by Newspaper
- Diretto da: Meta Rosenberg
- Scritto da: Juanita Bartlett

### Trama
Un medico assume Jim per indagare su come una pubblicazione simile ad un giornale locale abbia messo le mani sulle informazioni mediche private di alcuni dei suoi clienti, accettando un lavoro sotto falso nome come giornalista per il tabloid, ma la sua copertura viene saltata perché il medico viene ucciso mentre era con Jim.

## Alta moda
- Titolo originale: If the French Heel is Back, Can the Nehru Jacket Be Far Behind?
- Diretto da: Ivan Dixon
- Scritto da: Rudolph Borchent

### Trama
Una modella e ex fidanzata di Jim, una notte gli telefona in preda al panico, ma la trova cadavere presumibilmente suicidio, ma Jim non crede alla tesi, visto che Becker è impegnato sul caso d'omicidio di un modello.

## Armi
- Titolo originale: The Battle-Ax and the Exploding Cigar
- Diretto da: Ivan Dixon
- Scritto da: Mann Rubin, Michael Wagner e Rogers Turnentine

### Trama
Jim si trova ad affrontare il rap quando, di ritorno da un viaggio a Las Vegas accetta un passaggio da un uomo, visto che la macchina era rimasta in panne, ma la Cadillac dell'uomo che gli ha dato un passaggio viene fermata dalla polizia e il suo baule è pieno di armi illegali.

## Il colpevole
- Titolo originale: Guilt
- Diretto da: William Wiard
- Scritto da: Juanita Bartlett

### Trama
Una vecchia fiamma di Jim è terrorizzata e Jim la aiuta, scoprendo diversi uomini all'interno della vita della sua ex che hanno motivo di non amarla. 

## Il giurato
- Titolo originale: The Deuce
- Diretto da: Bernard Mc Eveety
- Scritto da: Gordon Dawson

### Trama
La morte di una donna viene fatta sembrare un incidente causato da un autista ubriaco, e Jim è nella giuria che ascolta il caso e, vota non colpevole, quindi è previsto un secondo processo.

## Un uomo nel mirino degli alligatori
- Titolo originale: The Man Who Saw the Alligators
- Diretto da: Corey Allen
- Scritto da: David Chase

### Trama
Un noto sicario è stato scarcerato ed è ossessionato dall'idea di uccidere Jim, e lui e il suo partner Syl raggiungono il consulente fiscale di Jim e Angel in una capanna remota.

## Il ritorno dell'Ombra Nera
- Titolo originale: The Return of the Black Shadow
- Diretto da: William Wiard
- Scritto da: Stephen J. Cannell

### Trama
L'amico di Jim insegue una banda di motociclisti che ha aggredito sua sorella mentre lei e Jim erano in viaggio, e organizza la sua vendetta contro di loro e il loro capo.

## Il sicario
- Titolo originale: A Material Difference
- Diretto da: William Wiard
- Scritto da: Roger Torrentino

### Trama
Angel pensa di aver escogitato una grande truffa, fingendo di essere un sicario e poi scomparirà dopo aver ricevuto il denaro iniziale, ma un uomo viene ucciso e lui e Jim sono implicati nell'omicidio e cercano di scagionarsi.

## La maledizione di Tutankamen (prima e seconda parte)
- Titolo originale: Never Send a Boy King to Do a Man's Job
- Diretto da: William Wiard
- Scritto da: Juanita Bartlett

### Trama
Il padre di un giovane investigatore privato viene aggredito per convincerlo a cedere la sua azienda ad un uomo d'affari per una frazione del suo valore effettivo, ma si scopre che in realtà è una truffa.

## L'altra campana
- Titolo originale: A Different Drummer
- Diretto da: Reza Badiyi
- Scritto da: Rudolph Brochert

### Trama
Riprendendosi da un incidente in ospedale, Jim vede il braccio di un cadavere muoversi mentre un organo viene rimosso da un'altra parte del corpo. Quando Jim lo mette in dubbio, i suoi dubbi vengono quasi placati dal chirurgo che si scopre di essere uno psicopatico.